# Wonderful Radio London
Radio London a fost o stație radio pirat care a emis de pe 16 decembrie 1964 până pe 14 august 1967 de pe un vas ancorat în Marea de Nord  lângă Frinton-on-Sea, Essex, Anglia. Vasul folosit pentru emisii era MV Galaxy.

## Prezentatori
Printre alții: Chuck Blair; Tony Blackburn; Pete Brady; Tony Brandon; Dave Cash; Ian Damon; Chris Denning; Dave Dennis; Pete Drummond; John Edward; Kenny Everett; Garner Ted și Herbert W. Armstrong; Graham Gill; Bill Hearne; Duncan Johnson; Paul Kaye; Lorne King; "Marshall" Mike Lennox; John Peel; John Peters; Earl Richmond; Roman; John Sedd; Keith Skues; Ed "Stewpot" Stewart; Norman St. John; Tommy Vance; Willy Walker; Alan West; Tony Windsor; John Yorke.